# Walker Zimmerman
Walker Dwain Zimmerman (ur. 19 maja 1993 w Lawrenceville) – amerykański piłkarz występujący na pozycji środkowego obrońcy, reprezentant Stanów Zjednoczonych, od 2020 roku zawodnik Nashville SC.

## Kariera klubowa
Zimmerman pochodzi z miasta Lawrenceville w stanie Georgia. Jego ojciec był baptyjskim pastorem, reszta rodziny natomiast miała silne związki ze sportem – jeden z jego dwóch starszych braci zawodowo uprawiał futbol amerykański, ciocia i kuzyni byli tenisistami, zaś dziadek i pradziadek grali w futbol amerykański na poziomie uniwersyteckim. Już w wieku kilku lat rozpoczął treningi piłkarskie w szkółce Gwinnett Soccer Academy. Uczęszczał do Brookwood High School, równocześnie występując w młodzieżowej drużynie GSA Phoenix. W jej barwach, pod okiem trenera Nuno Pitiery, wywalczył trofeum Georgia State Cup, a w 2010 roku został wybrany do NSCAA Youth All-American. Ze względu na szybki wzrost, w wieku nastoletnim często doświadczał kontuzji (cierpiał m.in. na chorobę Severa). W późniejszym czasie studiował na Furman University w Greenville, w stanie Karolina Południowa, występując z powodzeniem w uczelnianym zespole Furman Paladins. W 2011 roku został wybrany do First Team All-Conference, a także otrzymał nagrodę Freshman of the Year konferencji południowej. W 2012 roku znalazł się natomiast w drużynie NCAA Division I All-America Second Team.
W grudniu 2012 Zimmerman dołączył do programu Generation Adidas, zaś miesiąc później został wybrany w MLS SuperDraft (z siódmego miejsca) przez FC Dallas. W Major League Soccer zadebiutował 11 maja 2013 w wygranym 2:1 spotkaniu z D.C. United, zaś premierowego gola strzelił 22 czerwca tego samego roku w zremisowanej 2:2 konfrontacji ze Sportingiem Kansas City. Przez pierwsze trzy sezony pełnił jednak głównie rolę rezerwowego obrońcy. W sezonie 2015 zajął z Dallas pierwsze miejsce w konferencji zachodniej, a bezpośrednio po tym wywalczył sobie pewne miejsce na środku obrony. W sezonie 2016 ponownie uplasował się z Dallas na pierwszym miejscu w konferencji, zdobywając trofeum Supporters' Shield, a także wygrał puchar Stanów Zjednoczonych – U.S. Open Cup. Ogółem barwy drużyny reprezentował przez pięć lat, wyróżniając się umiejętnościami przywódczymi, dobrym ustawianiem się na boisku i grą w powietrzu.
W styczniu 2018 Zimmerman został oddany do nowo założonego klubu Los Angeles FC, w zamian za allocation money i korzystniejszą kolejność wyboru w najbliższym drafcie. 11 lutego 2020 podpisał kontrakt z Nashville SC, kwota odstępnego 1,25 mln dolarów.

## Kariera reprezentacyjna
Jako nastolatek Zimmerman był regularnie powoływany do juniorskich reprezentacji Stanów Zjednoczonych. Występował w amerykańskich drużynach narodowych do lat osiemnastu i dwudziestu (m.in. na towarzyskim turnieju Milk Cup), biorąc udział w wielu zgrupowaniach na terenie Europy i pełniąc rolę kapitana kadry w pierwszej z wymienionych kategorii wiekowych. Trapiony kontuzjami, nie znalazł się jednak w składzie na żaden z oficjalnych turniejów międzynarodowych. W marcu 2016 został powołany przez Andreasa Herzoga do reprezentacji Stanów Zjednoczonych U-23 na interkontynentalny dwumecz barażowy o awans do Igrzysk Olimpijskich w Rio de Janeiro. Nie pojawił się jednak wówczas na boisku, a jego kadra wobec łącznej porażki z Kolumbią (1:2, 1:1) nie zakwalifikowała się na igrzyska.
W seniorskiej reprezentacji Stanów Zjednoczonych Zimmerman zadebiutował za kadencji selekcjonera Bruce'a Areny, 3 lutego 2017 w wygranym 1:0 meczu towarzyskim z Jamajką.